# Michel Marescot
Michel Marescot (Vimoutiers, perto de Lisieux, 12 de Agosto de 1539 — Paris, 20 de Outubro de 1605) foi reitor da Universidade de Paris e médico particular de Henrique IV, rei da França. Era pai de Guillaume Marescot (1567–1643). Aos 18 anos tornou-se professor de filosofia do Colégio de Borgonha. O célebre historiador francês Jacques-Auguste de Thou (1553-1617) foi um de seus discípulos. Terminou o curso de Mestrado em 1557 e, aos 26 anos, em 16 de Dezembro de 1564 foi nomeado reitor da Universidade de Paris. Doutorou-se em Medicina em 17 de outubro de 1566. Durante muito tempo atribuiu-se a ele uma obra que pertence a Leonardo Botallo (1530-1571): De curatione per sanguinis missionem.

## Obras
- Disputatio de ideis et universis, ex Platonis et Aristotelis sententia, in qua refellitur error de communibus naturis, 1563
- Francesci Titelmani dialectica puriori sermone donata opera Michaelis Marescotii Lexoviensis. Adjecta sunt margini utilissima scholia, quæ propria hujus artis vocabula tum græca tum latina continent : ut his philosophiæ rudes assuescant, Parisiis, ex typographia Thomæ Richardi, sub Bibliis aureis è regione collegii Rhemensis, 1565
- Discours véritable sur le faict de Marthe Brossier de Romorantin, prétendue démoniaque, Paris, 1599